# 이마모토촌
이마모토촌(今元村)은 후쿠오카현 미야코군에 있던 촌이다. 현재의 유쿠하시시의 일부에 해당한다.